# Giuseppe Ugonia
Giuseppe Ugonia (Faenza, 25 luglio 1881 – Brisighella, 5 ottobre 1944) è stato un pittore e litografo italiano.

## Biografia
Figlio di genitori nativi di Brisighella, della sua prima giovinezza si conosce poco: come scrisse l'amico Francesco Sapori "far parlare di sé questo artista schivo è impossibile. Notizie sulla sua fanciullezza non ne ha date ad alcuno".
Frequentò la Scuola di Arti e Mestieri fondata da Tommaso Minardi a Faenza che era diretta da Antonio Berti, pittore storico di formazione toscana, fu maestro di Domenico Baccarini, Ercole Drei, Giovanni Guerrini, Francesco Nonni, Domenico Rambelli, Orazio Toschi. Ugonia entrò ben presto a far parte del suo cosiddetto "cenacolo" baccariniano, riunioni serali cui partecipava questo gruppo di artisti allievi della stessa scuola, animati dallo stesso fervore dell'arte, che si radunavano per disegnare e incidere, discutere di cultura e di letteratura.
Nel 1908 si diplomò, dopo quattro anni di studi, all'Accademia di Belle Arti di Bologna: durante il periodo bolognese approfondì la conoscenza della litografia presso la ditta Comellini, eleggendo definitivamente questa tecnica a sua principale forma d'espressione. Dopo il diploma si ritirò a Brisighella, ma non cessò di avere rapporti con importanti artisti e critici come Adolfo De Carolis e Alfredo Baruffi oppure Francesco Sapori, con il quale intrattiene rapporti d'amicizia, Vittorio Pica e Ugo Ojetti. Coi primi anni dieci cominciò a esporre (1910, Associazione Internazionale tra i giovani artisti Bernardo Celentano di Napoli); nel 1912, dietro segnalazione di Ugo Ojetti, fu invitato a esporre le sue litografie a colori dal Senefelder Club di Londra, l'associazione dei più noti litografi del mondo che prendeva il nome dall'inventore della tecnica, Aloys Senefelder.
Annoverato tra i soci onorari dell'associazione londinese nel 1916, ottenne ambiti riconoscimenti e il British Museum di Londra acquisì numerose opere. L'opera di Ugonia era peraltro già nota in ambito internazionale essendo apparsa una sua litografia in un paio d'anni prima della sua candidatura all'interno del Senefelder Club sulla rivista "The Studio". Nel 1915 la Galleria degli Uffizi acquistò la prima opera litografica di Ugonia, a cui fece seguito la raccolta completa delle sue litografie, oltre ad alcuni taccuini con studi e disegni. Nonostante la scelta di vivere una vita ritirata, Giuseppe Ugonia non si emarginò dai principali centri di cultura e prese parte a numerosissime e importanti manifestazioni nazionali. Nel 1912 prese parte alla mostra organizzata dalla rivista "l'Eroica" e all'Esposizione del Bianco e Nero a Bologna. Nel 1914 partecipò per la prima volta alla Biennale di Venezia e ottenne la medaglia d'oro all'Esposizione internazionale del libro a dell'arte grafica di Lipsia. Le sue opere furono viste a varie Biennali veneziane tra il 1914 e il 1930. Nel 1916 fu presente a Bologna presso "Francesco Francia", mostra in onore dell'omonimo artista, mentre nel 1925 espose anche a Monza, e anche in seguito la sua attività espositiva fu intensa sia in Italia che all'estero.
Chiamato a prestare servizio militare allo scoppio della prima guerra mondiale, nel 1915 fu a Venezia, presso la VI Compagnia Sanità nell'Ospedale di Santa Chiara. Dopo la fine della guerra Giuseppe Ugonia tornò a Brisighella e negl'anni successivi, a conferma della validità dei riconoscimenti ricevuti, prese parte alle maggiori esposizioni: Biennale Romana del 1921, mostre di Francesco Francia di Bologna, Mostra di Arte Italiana a Buenos Aires del 1923, Mostre di Arte Industriali e Moderne di Parigi del 1924, Sixth International Printmakers Exhibition di Los Angeles e Mostra Internazionale di Monza entrambe del 1925, Esposizione Italiana del Bianco e del Nero in America Settentrionale del 1926, Biennale Romagnola di Imola del 1928 e la Quadriennale di Roma del 1931. Il suo successo procede anche negli anni Trenta ricevendo altri inviti e segnalazioni: nel 1934 venne nuovamente invitato al Senefelder Club di Londra per esporre la Mostra Internazionale di Litografia e nel 1935 espose a Buenos Aires e ad Ottawa.

## Opere
- Eremo di Camaldoli - Museo Civico "G. Ugonia", Brisighella
- Ritratto di Elena Ugonia - Museo Civico "G. Ugonia", Brisighella
- Veduta di Brisighella - Museo Civico "G. Ugonia", Brisighella
- il Picco di Roccaporena - Museo Civico "G. Ugonia", Brisighella
- Cristo con fanciulli - Museo Civico "G. Ugonia", Brisighella
- Autoritratto - Museo Civico "G. Ugonia", Brisighella
- Rocca di Brisighella - Museo Civico "G. Ugonia", Brisighella
- Rupe con Croce scolpita - Museo Civico "G.Ugonia, Brisighella
- Pieve del Tho a Brisighella - Museo Civico "G. Ugonia", Brisighella
- Villa Cicognani a Brisighella - Museo Civico "G. Ugonia", Brisighella
- Passeri - Museo Civico "G. Ugonia", Brisighella
- Sant'Antonio da Padova col Bambino in braccio - Museo Civico "G. Ugonia", Brisighella
- Cappuccetto Rosso - Museo Civico "G. Ugonia", Brisighella
- Sera di Festa - Museo Civico "G. Ugonia", Brisighella
- Santa Umiltà - Museo Civico "G. Ugonia", Brisighella
- Santa Rita da Cascia - Museo Civico "G. Ugonia", Brisighella
- Ave Maria - Museo Civico "G. Ugonia", Brisighella
- Santa Rita da Cascia innaffia legno secco - Museo Civico "G. Ugonia", Brisighella
- Donna in Costume - Museo Civico "G. Ugonia", Brisighella